# 史丹佛·佛萊明
史丹佛·佛萊明（英語：Sandford Fleming，1827年1月7日—1915年7月22日）是蘇格蘭出生的加拿大工程師和發明家，他同時也是加拿大皇家學會創始成員。他的貢獻包括提出全世界通用的標準時間、設計加拿大第一枚郵票，以及為了殖民地際鐵路和加拿大太平洋鐵路從事許多地質測量和地圖製作工作，工程大部分的殖民地之間的鐵路和加拿大太平洋鐵路。與此同時，他同時在多倫多創辦了科學組織加拿大皇家學院。
2017年1月7日，Google變更其網站首頁的塗鴉，以紀念史丹佛·佛萊明190歲冥誕。

## 外部連結
- Heritage Minutes: Sir Sandford Fleming
- Ontario Historical Plaques
- Biography at the Dictionary of Canadian Biography Online （页面存档备份，存于）
- Biography from Sir Sandford Fleming College website
- Reverend Shirra and Sir Sandford Fleming Plaque in Kirkcaldy
- Sir Sandford Fleming circa 1885 （页面存档备份，存于）
- Sir Sandford Fleming in 1903 （页面存档备份，存于）
- The Canadian Encyclopedia, Sir Sandford Fleming （页面存档备份，存于）
- Fleming, Sandford, , Canadian Institute, 1876